# Форт Діми
Форт Діми або Замок в Калогрії  (грец. Τείχος Δυμαίων)  — це пам'ятка, розташована поблизу мису Араксос поруч з аеропортом Араксос за 35 км на захід від міста Патри, ному Ахая, Греція.  

## Розташування
Форт розташований за 700 м на південь від сучасного села Араксос та за 1 км на північний захід від аеропорту, у північному кінці лагуни (озера) Прокопос, на пагорбі близько 40 до 50 метрів заввишки, що домінує над навколишнім ландшафтом. Розташування укріплення дозволяло спостерігати затоку Патраїкос на півночі, так і на море аж до Іонічних островів на заході. Розташування було не тільки стратегічним: лагуни та озера, море, родючі сільськогосподарські угіддя, ліси та скелі поруч забезпечували як достатню кількість їжі, так і будівельних матеріалів.

## Історія
Місце розташування укріплення служило поселенням з періоду неоліту. Будівництво укріплення з використанням великих каменів було проведено в мікенський період, близько 1300 р. до н. е. За легендою  його побудував Геракл. Існує припущення, що його можна ототожнити з містами Ларіса, Мірсіноабо  Неріко. Назва "Замок в Калогрії" пов'язана з назвою місцевого пляжу.
У період між кінцем бронзової доби та архаїчним періодом відсутні згадки про використання цієї місцевості. Пізніше  укріплення належало ахейському місту Діми. У 220 р. до н. е. під час союзницької війни (220-217 рр. до н.е.) його захопили елейці на чолі з Евріпідом, перемігши одного з  полководців ахейців. Пізніше він був відвойваний Філіпом Македонським, який повернув його до Діми (219 р. до н. е.). В римські часи акрополь належав до однієї з римських колоній. За візантійських часів  акрополь розділили стіною на дві частини і була побудована вежа. Венеційці також двічі володіли цією місцевістю. Під час другого разу (між 1685 і 1715 роками) в цю місцевість переїхало 1000 поселенців з міста Лідоріки, міста на Фокіді. Можливо, саме в цей період північна частина акрополя використовувалася як кладовище.
У XIX столітті укріплення не використовувалось, проте вже під час Другої світової війни воно  використовувалося італійською армією як військовий табір, пошкодивши історичні будівлі.

## Архітектура
Розмір укріплення складає близько 250 м. в довжину, а висота стін досягала 8,40 м., товщина від 4,5 до 5,5 м. Стіна збудована з брил, деякі з яких вагою до 3,5 тонн. До замку можна було потрапити через три входи один на південному сході, другий — на півночі і третій — на північному-заході (зруйнований). Це єдиний укріплений мікенський акрополь, знайдений у західній Греції. Муром оточені три з чотирьох сторін акрополя. Південна сторона залишалася неукріпленою, оскільки це був найкрутіший схил, а також він, ймовірно, був захищений морем, яке з часом перетворилось на озеро Прокопос.
Венеційці доповнювали та укріплювали захисну споруду. 

## Археологічні дослідження
Серед археологічних знахідок був вівтар геометричний стилю, розташований поруч із головним входом, на північному сході. Поряд з ним було чимало дарів, що належать до різних періодів, починаючи від архаїчного періоду до елліністичного періоду, зокрема італійська кераміка та бронзовий кинджал з ручокою із слонової кістки. Були також знайдені два написи, датовані IV — II століттями до нашої ери, в якій згадуються дві пари богів, які, ймовірно, шанувались в цьому місці: Аполон та Афродіта в одному з них і Арес та Артеміда в іншому.
Укріплення досліджувались у 1960-х рр. та в період між 1998 і 2009 роками.

## Див також
- Фортеця Патр;
- Замок Доксапатрі